# Закон України «Про міжнародні договори України» (1994)
Закон України «Про міжнародні договори України» 1994 — нормативний акт про порядок укладання, виконання й денонсації міжнародних договорів України. Ухвалений Верховною Радою України 22 грудня 1993. Втратив силу після набуття чинності Законом України «Про міжнародні договори України» 2004.
Закон визначає 3 групи (за відповідними предметами) міжнародних договорів України, згода на обов'язковість виконання яких дається від імені: України; Уряду України; міністерств та інших центральних органів виконавчої влади.
Від імені України укладаються міжнародні договори: а) політичні, територіальні, мирні;

б) щодо прав та свобод людини;

в) про громадянство;

г) про участь України в міждержавних союзах й ін. міждержавних об'єднаннях (організаціях), системах колективної безпеки;

ґ) про військову допомогу та направлення контингенту ЗС України до ін. країни чи допуску ЗС іноземних держав на територію України;

д) про використання територіальних і природних ресурсів України;

е) договори, яким за згодою сторін надається міждержавний характер.
Від імені Уряду України укладаються міжнародні договори з економічних, торгових, науково-технічних та ін. питань, що належать до його компетенції.
Від імені міністерств та інших центральних органів виконавчої влади укладаються міжнародні договори з питань, які належать до їхньої компетенції.
Рішення про проведення переговорів і підписання міжнародних договорів України приймаються: 1) щодо договорів, які укладаються від імені України, — Президентом України; 2) відносно договорів, що укладаються від імені Уряду України, — Урядом України; 3) щодо договорів, які укладаються від імені мін-в та ін. центр. органів виконавчої влади України, — у порядку, встановленому Урядом України.
Усі пропозиції про укладання міжнар. договорів спочатку подаються Урядові України. Безпосередньо їх може подавати МЗС України. Ін. мін-ва й центр. органи виконавчої влади подають до Уряду свої пропозиції разом із пропозиціями МЗС або за погодженням з ним. Порядок подання пропозицій щодо укладання мін-вами та ін. центр. органами виконавчої влади міжнар. договорів міжвідомчого характеру визначає Уряд України. Уряд розглядає внесені пропозиції й не пізніше як у 10-денний термін подає їх разом з відповідними висновками Президентові України, а щодо договорів, які укладаються від імені Уряду України, приймає рішення про укладання таких договорів. Пропозиції щодо укладання міжнар. договорів України можуть подаватися АР Крим в особі її вищих органів законодавчої та виконавчої влади.
Ведення переговорів стосовно підготовки тексту міжнар. договору, прийняття такого тексту чи встановлення його автентичності, а також підписання міжнар. договору в цілому здійснюються лише уповноваженими на те особами. Президент України, Прем'єр-міністр України і Міністр закордонних справ України мають право вести переговори і підписувати міжнар. договори України без спеціальних повноважень. Глава дипломатичного представництва України в іноз. д-ві або глава представництва України при міжнар. орг-ції має право вести без спеціальних повноважень переговори про укладання міжнар. договору України з державою перебування або в рамках відповідної міжнар. організації. Повноваження на ведення переговорів і підписання міжнародних договорів України надаються: 1) щодо договорів, які укладаються від імені України, — Президентові України; 2) щодо договорів, які укладаються від імені Уряду України, — Урядові України або — за його дорученням — МЗС України; 3) щодо договорів міжвідомчого характеру — відповідним мін-вам або ін. центр. органам виконавчої влади разом із МЗС України.
Закон містить перелік міжнар. договорів України, які підлягають ратифікації. Це такі міжнар. договори: а) політ. (про дружбу, взаємну допомогу і співпрацю, про нейтралітет), загальноекон. (про екон. та наук.-
тех. співпрацю), із заг. фінансових питань, з питань позики та кредиту, територіальні, мирні; б) про права й свободи людини і громадянина; в) про громадянство; г) про участь у міждерж. союзах та ін. міждерж. об-нях (орг-ціях), системах колективної безпеки; ґ) про військ. допомогу та щодо направлення контингенту ЗС України до ін. країни чи допуску ЗС іноз. д-в на тер. України; д) про істор. та культ. надбання народу України; е) договори, виконання яких обумовлює зміну діючих чи ухвалених нових законів України; є) ін. міжнар. договори, ратифікація яких передбачена законом або самим міжнар. договором.
Визначено процедуру ратифікації. Вона здійснюється ВР України шляхом ухвалення спец. закону про ратифікацію, який підписується Головою ВР України. Особливий порядок ратифікації передбачений для територіальних міжнар. договорів України та деяких ін. договорів. Вони ратифікуються законом України, що ухвалюється двома третинами голосів нар. депутатів України від їх фактичної кількості.
Президент України або Уряд України розглядають пропозиції щодо схвалення договорів і приймають відповідні рішення про подання їх ВР України на ратифікацію. Подані на ратифікацію міжнародні договори попередньо розглядаються Комітетом ВР України в закордонних справах, а в разі необхідності — ін. комітетами ВР. Якщо буде виявлено розбіжності між договором, поданим на ратифікацію, і Конституцією України, договір надсилається до Конституційного Суду України для отримання висновку про його відповідність Конституції України.
Якщо на ратифікацію подано міжнар. договір, виконання якого потребує ухвалення нових законів України, проекти законів про ратифікацію та про внесення змін до законодавчих актів подаються на розгляд ВР України разом і ухвалюються одночасно. Якщо ж міжнар. договір містить положення, що суперечать Конституції України, його ратифікація можлива лише після внесення відповідних змін до Конституції.
ВР України з урахуванням висновків відповідних к-тів парламенту розглядає подані на ратифікацію Президентом України або Урядом України міжнар. договори та ухвалює відповідні рішення. На цій підставі Голова ВР України підписує ратифікаційну грамоту, яка засвідчується підписом Міністра закордонних справ України.
Затвердження міжнар. договорів, які не потребують ратифікації, здійснюється, відповідно, Президентом України — у формі указу, Урядом України — у формі постанови. Порядок затвердження міжнар. договорів України міжвідомчого характеру визначається Урядом України.
Укладені й належним чином ратифіковані міжнар. договори становлять невід'ємну частину нац. законодавства України і застосовуються в порядку, передбаченому для норм внутр. права. Якщо міжнар. договором України, укладеним у формі закону, встановлено ін. правила, ніж передбачені нац. законодавством, то застосовуються правила міжнар. договору України.
Заг. нагляд за виконанням міжнар. договорів України здійснює МЗС України. Ратифіковані Україною міжнар. договори та договори, затвердження, прийняття яких або приєднання до яких здійснені на підставі рішень, відповідно, ВР України або Президента України, а також договори, що набули чинності з моменту підписання їх Президентом України, публікуються у «Відомостях Верховної Ради України», в газеті ВР України «Голос України» та в «Зібранні діючих міжнародних договорів України». Ін. договори, які набули чинності в Україні, публікуються в «Зібранні постанов Уряду України» та в газеті Уряду України «Урядовий кур'єр». Порядок опублікування міжнар. договорів міжвідомчого характеру, що набули чинності, визначається Урядом України. Якщо міжнар. договір має автентичний текст держ. мовою України, — публікується автентичний текст держ. мовою України. В разі, коли договір не має автентичного тексту держ. мовою, — публікується один з автентичних текстів іноз. мовою, а також його офіц. переклад укр. мовою, зроблений МЗС України. Денонсація міжнар. договорів України здійснюється, відповідно, законом України, указом Президента України, постановою Уряду України.